# Tryin' to Get to Heaven
Tryin' to Get to Heaven es una canción compuesta por el cantante estadounidense Bob Dylan. Fue incluida en su trigésimo álbum de estudio, Time Out of Mind, editado el 30 de septiembre de 1997.